# Sheet Harbour Road
Sheet Harbour Road est une communauté située dans la municipalité régionale de Halifax en Nouvelle-Écosse au Canada. Elle est située sur la route 224.